# Anny Ogrezeanu

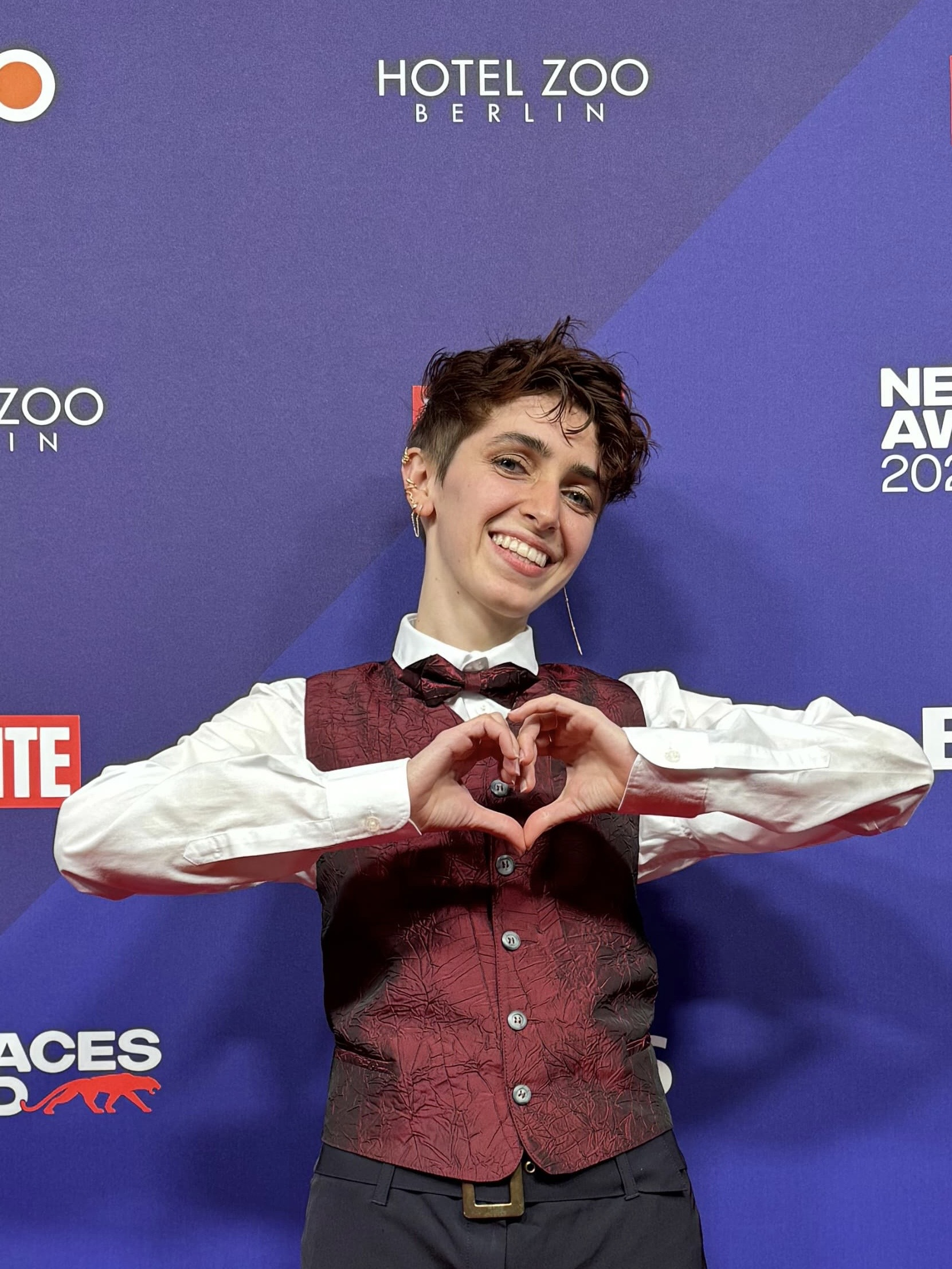
Anny Ogrezeanu la BUNTE New Faces Award Music 2024, Berlin

Anny Ogrezeanu (n. 24 februarie 2001, Bonn, Germania) este o cântăreață germano-română care a câștigat cel de-al doisprezecelea sezon al serialului The Voice of Germany în 2022.
Anny Ogrezeanu a crescut în Wachtberg, lângă Bonn. Ogrezeanu se identifică ca non-binar și folosește pronume they/them.
Ogrezeanu este voluntar în Valea Ahr care a fost grav avariat în inundația din 2021.
În 2022, Ogrezeanu a audiat pentru show-ul de talente „The Voice of Germany”. La prima audiție a interpretat „I Will Always Love You” și l-a ales pe Mark Forster ca antrenor. În faza a doua, Ogrezeanu a cântat „ (I’ve Had) The Time of My Life” și împreună cu partenerul lor de competiție au executat celebrul "Dirty Dancing" lift. La runda următoare, Anny a cântat „Clown” a lui Emeli Sandé, care a impresionat foarte mult publicum. Anny Ogrezeanu a fost ales cu majoritate de către public pentru finală cu „Not About Angels” de Birdy. În finală, Ogrezeanu a interpretat „Friday I’m in Love” cu antrenorul lor Forster și „Daddy’s Eyes” cu Zoe Wees. La votul general, Ogrezeanu a câștigat „The Voice of Germany”. Ca premiu pentru câștigarea emisiunii, Anny a interpretat și a lansat o versiune în duet a „Run with Me” cu Calum Scott.

## Discografie
| Titlu                                                   | An   | Poziții de vârf pe diagrame |
| Titlu                                                   | An   | GER                         |
| ------------------------------------------------------- | ---- | --------------------------- |
| " Run With Me " ( Calum Scott featuring Anny Ogrezeanu) | 2022 | 90                          |
| "Out To Get Us"                                         | 2024 |                             |